# Zafirlucaste
Zafirlucaste é um medicamento por via oral, antagonista dos receptores dos leucotrienos. É usado no tratamento da asma brônquica (incluindo a asma induzida por aspirina), muitas vezes usado em conjunto com esteróides inalados e/ou broncodilatodores de ação prolongada. Geralmente é administrado em doses duas vezes por dia, ainda que seu homólogo, montelucaste, é tomado uma vez por dia.
O uso de Zafirlucaste está no mercado de mais de 60 países incluindo o Reino Unido, Japão, Itália, Espanha, Canadá, Brasil, Turquia e China.

## Ação
O zafirlucaste bloqueia a ação dos leucotrienos cisteinílicos (LTC4, LTD4, LTE4) sobre o receptor CysLT1, reduzindo desse modo a contrição das vias aéreas, a acumulação de muco nos pulmões e a inflamação das vias respiratórias. Os leucotrienos são potentes mediadores de inflamações liberadas por células como mastócitos e eosinófilos.